# Kowalowy
Kowalowy [pronunciación en polaco: /kɔvaˈlɔvɨ/] es un pueblo en el distrito administrativo de Gmina Jasło, dentro del Distrito de Jasło, Voivodato de Subcarpacia, en el sudeste de Polonia. Se encuentra aproximadamente 5 kilómetros al norte de Jasło y 47 kilómetros al sudoeste de la capital regional,Rzeszów.